# Ленина 1
Ленина 1 — поселок в Чернском районе Тульской области в составе Северного сельского поселения.

## География
Находится в юго-западной части Тульской области на расстоянии приблизительно 15 км на север-северо-восток по прямой от поселка Чернь, административного центра района.

## История
В 1926 году здесь (тогда поселок имени Ленина) было отмечено 5 дворов, в конце 1930-х годов — 141. В дальнейшем поселок разделился на Ленина 1 и Ленина 2.

## Население
Постоянное население составляло 25 человек (1926 год), 112 (русские 78 %) в 2002 году, 109 в 2010.